# Yoan Cardinale
Yoan Cardinale (La Ciotat, 27 maart 1994) is een Frans voetballer die als doelman speelt. Hij stroomde in 2014 door vanuit de jeugd van OGC Nice.

## Clubcarrière
Cardinale werd geboren in La Ciotat en is afkomstig uit de jeugdacademie van OGC Nice. Op 18 oktober 2015 debuteerde hij in de Ligue 1 in het uitduel tegen Stade Rennais, waarin de doelman zich pas na 88 minuten moest gewonnen geven na een treffer van Kamil Grosicki. Zijn eerste clean sheet volgde op 1 december 2015 in het uitduel tegen FC Lorient. Cardinale, die bij Nice de concurrentie aangaat met Mouez Hassen en Simon Pouplin, heeft nog een doorlopend contract tot medio 2017.